# نیکیاس آرنت
نیکیاس آرنت (آلمانی: Nikias Arndt؛ زادهٔ ۱۸ نوامبر ۱۹۹۱) دوچرخه‌سوار اهل آلمان است.
از باشگاه‌هایی که در آن رکاب زده‌است می‌توان به تیم سانوب اشاره کرد.